# Evgenij Rjasenskij
Evgenij Aleksandrovič Rjasenskij (in russo Евгений Александрович Рясенский?; Tver', 6 marzo 1987) è un hockeista su ghiaccio russo.

## Palmarès

### Mondiali
- 1 medaglia:
  - 1 oro (Finlandia/Svezia 2012)